# Parmaturus campechiensis
Parmaturus campechiensis es una especie de peces de la familia Scyliorhinidae en el orden de los Carcharhiniformes.

## Morfología
• Los machos pueden llegar alcanzar los 16 cm de longitud total.

## Reproducción
Es ovíparo.

## Hábitat
Es un pez de mar que vive hasta los 1097 m de profundidad.

## Distribución geográfica
Se encuentra en el Golfo de México.